# François d'Orléans-Longueville (1570-1631)
Pour les articles homonymes, voir François d'Orléans-Longueville.
François III (IV) d’Orléans-Saint-Pol (1570-1631), duc de Fronsac (à partir de janvier 1608), comte de Saint-Pol (à partir de 1601) et duc de Château-Thierry, fut gouverneur d’Orléans, de Blois et de Tours.

## Biographie
Il est le fils cadet de Marie de Bourbon-Saint-Pol et de Léonor d'Orléans.
Au début de sa carrière militaire, il participe lors du siège de Doullens par les Espagnols, à la défense de la ville en juillet 1595, sans succès.
En 1621, il commande l’armée de l'Orléanais et du Blaisois contre les calvinistes qui s’étaient réfugiés dans Jargeau. La garnison huguenote capitule le 22 mai 1625 ; et, « sur la promesse qu'elle fit de sortir le lendemain, le comte congédia une partie de ses troupes ». Deux cents calvinistes, manquant au serment fait au vainqueur, se glissèrent dans Jargeau et refusèrent de tenir la capitulation ; mais les habitants, apprenant que le comte faisait amener de l’artillerie d’Orléans, remirent la place comme ils en étaient convenus.
Il épouse Anne de Caumont (1574-1642), fille du marquis de Fronsac Geoffroy de Caumont et de Marguerite de Lustrac. Ils n’auront qu'un enfant, le duc de Fronsac Léonor II d'Orléans (1605-1622), décédé prématurément.

« François d'Orléans, avec de l’esprit et beaucoup de bravoure, n’avait aucune ardeur pour la gloire. Son indifférence naturelle sur les petites choses étouffait en lui tout amour-propre ; il ne pensait pas plus aux batailles où il s’était distingué qu’aux parties de chasse qu’il avait faites. Le 7 octobre 1631, il est mort, disait-on, tout doucement sans rien dire comme il avait vécu sans rien faire, apparemment par comparaison avec son frère (le duc de Longueville). Il ne laissa point d'enfants de son mariage avec Anne de Caumont, marquise de Fronsac. Le fils qu’il en avait eu, Léonor d’Orléans, duc de Fronsac, avait été tué à l'âge de dix-sept ans (le 5 septembre) en 1623, au siège de Montpellier. Cette Anne de Caumont avait d’abord été fiancée à Claude d’Escars, prince de Carency, qui fut tué en duel par Biron, son rival. Elle mourut en 1642. »
A sa mort, en octobre 1631, âgé de soixante-et-un ans, le titre de comte de Saint-Pol passe à son neveu Henri d'Orléans.